# Électricité en Algérie
Le secteur de l'électricité en Algérie se caractérise en 2018 par une part de 99 % d'énergie non renouvelable. 
La consommation d'électricité représentait 22,7 % de la consommation finale d'énergie totale en Algérie en 2016.

## Histoire

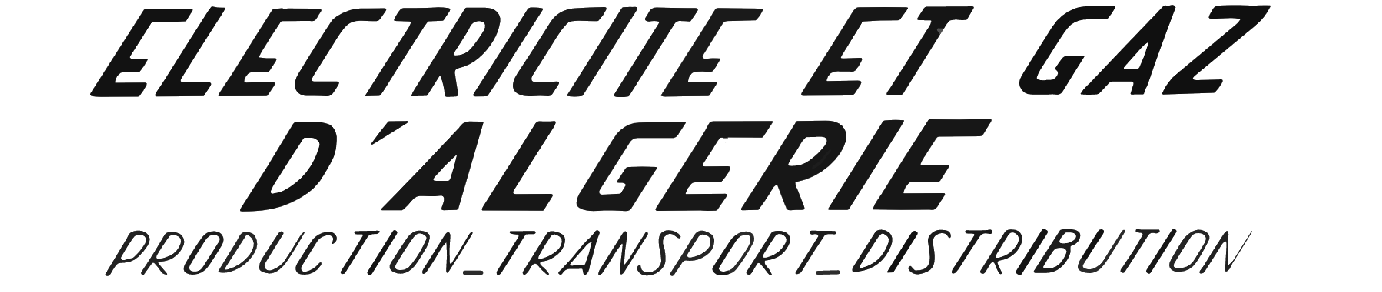
Logo de la société : Électricité et gaz d'Algérie.

La société Électricité et gaz d'Algérie (EGA) a été fondée en 1947. C'est la compagnie publique chargée du monopole de la production et de la distribution du gaz et de l'électricité en Algérie entre 1947 et 1969.

## Production

### Centrales thermiques
- Centrale thermique de Terga

### Les entreprises de production d'électricité
- SADEG (filiale de Sonelgaz)